# Cirrhilabrus lubbocki
Espèce
Statut de conservation UICN

 LC  : Préoccupation mineure
Cirrhilabrus lubbocki, communément appelé Labre de Lubbock[réf. nécessaire], est une espèce de poissons de mer de la famille des Labridae et qui se rencontre dans le Pacifique.

## Systématique
L'espèce Cirrhilabrus lubbocki a été décrite en 1980 par les ichtyologistes américains John Ernest Randall (1924-2020) et Kent Eugene Carpenter (d) (1956-).

## Répartition, habitat
Cirrhilabrus lubbocki se rencontre dans le Pacifique central occidental, notamment aux Philippines, aux Célèbes (Sulawesi) ainsi qu'en Indonésie.
Face externe des récifs, sur les fonds marins constitués de débris coralliens ou parmi les coraux à branches fines. Ce poisson se rencontre habituellement à des profondeurs comprises entre 5 et 30 m mais a été observé jusqu'à −45 m.

## Description
Cirrhilabrus lubbocki peut mesurer jusqu'à 8 cm. Coloration variable allant du rosâtre au rouge vif ou au violet. Nageoire dorsale souvent jaune brillant chez les adultes. Les mâles présentent des couleurs plus chatoyantes que les femelles.
Forme habituellement des groupes d'importance modérée, évoluant à des profondeurs de 20-25 m.
Cirrhilabrus lubbocki se nourrit de zooplancton.

## Cirrhilabrus lubbockiet l'Homme
Cette espèce est assez fréquemment maintenue en captivité, tant dans les aquariums publics que chez les particuliers.

## Étymologie
Son épithète spécifique, lubbocki, lui a été donnée en l'honneur du biologiste marin américain Hugh Roger Lubbock (d)(1951-1981) qui a obtenu le premier spécimen et l'a suspecté d'être une espèce non encore décrite. Hugh Roger Lubbock est mort dans un accident de voiture à Rio de Janeiro juste avant son 30e anniversaire.

## Publication originale
- (en) John Ernest Randall et Kent Eugene Carpenter, « Three new labrid fishes of the genus Cirrhilabrus from the Philippines », Revue française d'aquariologie et d'herpétologie, Nancy, vol. 7, no 1,‎ 21 avril 1980, p. 17-26 (ISSN 0399-1075).